# Хелмут Прайслер
Хелмут Прайслер (на немски: Helmut Preißler) е немски поет, преводач и автор на книги за деца.

## Житейски и творчески път
Хелмут Прайслер е роден в Котбус, в семейството на майстор-предач.
В края на Втората световна война Прайслер пребивава две години в белгийски военнопленнически лагер. След това става учител и следва в Литературния институт „Йоханес Р. Бехер“ в Лайпциг. Създава си име още с първата стихосбирка „Гласове на мъртвите“ (1957) – поредица от въображаеми епитафии на загинали немски войници, – повлияна от естетиката на Бертолт Брехт и вдъхновена от книгата на американския поет Едгар Ли Мастърс „Антология Спун Ривър“. Като продължение следват „Гласове на живите“ (1958) и „Гласове на потомците“ (1961), в които Прайслер прославя „новия живот“ в традициите на агитационната поезия на Ерих Вайнерт и Куба.

## Любовна лирика
Но освен като „партиен поет“ Хелмут Прайслер се откроява и като автор на съкровена любовна и интимна лирика. Сред най-значимите му книги са „Между треви и звезди“ (1963), „Щастието да е трайно“ (1971), „Моят копнеж: човекът“ (1976), „Мечтани брегове“ (1979), „Лотосови семена“ (1984), „С тебе искам да живея“ (1988), „Зелена диша Земята“ (1988). Прайслер е и съставител на антологията „Немска любовна поезия от Валтер фон дер Фогелвайде до наши дни“ (1963).

## Обединена Германия
След политическата промяна в Германия през 1989 г. Хелмут Прайслер е поканен в 1993 г. да участва в писателска среща, където в самокритичен план поставя въпроса: „Как да се справят писателите от ГДР с рухването на илюзията на столетието?“

## Признание
За творчеството си поетът е отличен с литературната награда на Министерството на културата на ГДР „Хайнрих Хайне“ (1966) и „Националната награда на ГДР“ (1971).